# Talavera la Real
Talavera la Real là một đô thị trong tỉnh Badajoz, Extremadura, Tây Ban Nha. Theo điều tra dân số 2006 (INE), đô thị này có dân số là 5255 người.
Bản mẫu:Municipalities năm Badajoz